# Zoloti vorota (metrostation)
Zoloti vorota (Oekraïens: Золоті ворота, ⓘ) is een station van de metro van Kiev. Het station maakt deel uit van de Syretsko-Petsjerska-lijn en werd geopend op 31 december 1989 als noordelijk eindpunt van de derde metrolijn van de stad. Het metrostation bevindt zich in het centrum van Kiev, nabij de Gouden Poort (Zoloti vorota), waaraan het zijn naam dankt. Station Zoloti vorota vormt een overstapcomplex met het aangrenzende station Teatralna op de Svjatosjynsko-Brovarska-lijn.
Het station is zeer diep gelegen en beschikt over een perronhal met zuilengalerijen. De perrons worden verlicht door kroonluchters en in het gewelfde plafond zijn in stroken mozaïeken met Oekraïense motieven aangebracht. De stationshal bevindt zich op de begane grond van een gebouw op de hoek van de Volodymyrska Voelytsja (Vladimirstraat) en de Zolotovoritskyj Projizd.